# بزرگ‌دد
بزرگ‌دَد یا مگاتریوم (Megatherium) یک سرده از تنبل‌های زمینی است که بومی آمریکای مرکزی و آمریکای جنوبی بود و از دوره پلیوسن تا پلیستوسن در حدود ۵٫۳ میلیون سال پیش زندگی می‌کرده است. آخرین فسیل کشف شده مربوط به تاریخ هشتاد هزار سال پیش است.
مگاتریوم از نظر اندازه به کمتر جانور خشکی‌زی شباهت داشته است، با این حال فیل سانان را می‌توان از نظر اندازه با آن در یک گروه قرار داد.
در فرهنگ یونانی به آن therion گویند. شخصیت لرد تریون در مجموعه کتاب‌های نغمه یخ و آتش و سریال تحسین شدهٔ Game of Thrones برگرفته از داستان‌های اساطیری و پیشدادی، برای تمسخر او به دلیل کوتوله بودن و مرگ مادر به هنگام تولد به این نام انتخاب شده است.
در فرهنگ فارسی از کلمهٔ دَد که اشاره بدین نام دارد به موجود دیلاق و پریش و غول پیکر گفته می‌شود و در فرهنگ اساطیری ایران به عنوان نوعی دیو وجود دارد.
مگاتریوم حدود دوازده هزار سال پیش (احتمالا به دلیل شکار شدن توسط پستانداران) منقرض شده است.